# Hiroki Yoshimoto

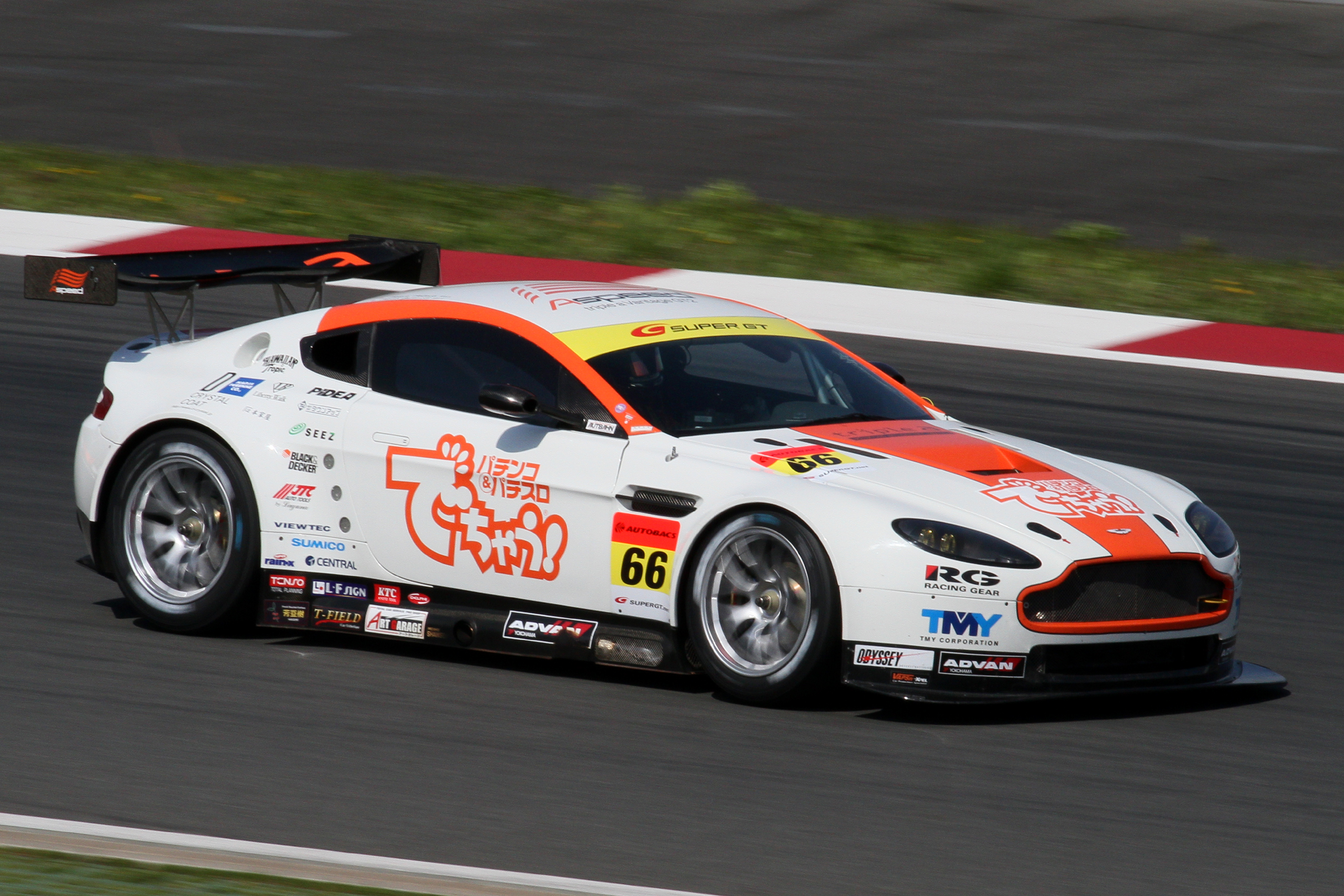
Hiroki Yoshimoto (2010)

Hiroki Yoshimoto (jap. 吉本 大樹, Yoshimoto Hiroki; * 2. September 1980 in Osaka) ist ein japanischer Rennfahrer und Sänger der Rockband doa. Hiroki ist sein Rennfahrername, als Musiker verwendet er das gleichgeschriebene Daiki.

## Rennsport
In der Saison 2008 fuhr er in der GP2-Asia-Serie für das Team Meritus Racing.
Yoshimoto ist der einzige Fahrer in der GP2-Serie, der den Hauptteil seiner Karriere vor der GP2 in Asien gefahren ist. Seine Karriere begann 1999 in der japanischen Formel junior 1600. 2000 wechselte er in die japanische Formel Toyota und fuhr im selben Jahr auch noch in der koreanischen F1800. Sein Wechsel in die japanische Formel 3 im Jahr 2001 war der Lohn für die harte Arbeit, obgleich er in dieser Rennserie nur 2 Rennen fuhr.
2002 kam er in der Genuss einer ganzen Saison in der japanischen Formel 3. Dort blieb er auch 2003, bevor es ihn 2004 in die GT-Serie zog. Außerdem fuhr er im gleichen Jahr auch einige Rennen in der Formel Nissan Welt Serie mit dem Team Gabord.
2005 und 2006 fuhr er in der GP2-Serie als Fahrer des Teams BCN Competición. In der Gesamtwertung belegte er den 15. (2005) bzw. 14. (2006) Rang. 2007 fuhr er in der Formel Nippon für das Team 5Zigen und in der Formel Asia V6. 2008 fuhr er für das Team Meritus Racing in der GP2 Asia Serie und belegte den 10. Platz in der Fahrerwertung. Für die GP2-Asia-Serie-Saison 2008/2009 wurde Yoshimoto von BCN Competición verpflichtet. Mit dem Verkauf des Teams nach dem ersten Rennwochenende endete sein Engagement früher als erwartet.

### Zahlen, Daten und Fakten GP2-Serie
| Saison             | Team-Name       | Startnummer | Rennen | Poles | Siege | Endplatzierung |
| ------------------ | --------------- | ----------- | ------ | ----- | ----- | -------------- |
| Saison 2005        | BCN Competición | 06          | 21     | 1     | 0     | 15.            |
| Saison 2006        | BCN Competición | 18          | 21     | 0     | 0     | 14.            |
| Saison 2008 (Asia) | Meritus         | 26          | 10     | 0     | 0     | 10.            |